# Virus del grabado del tabaco

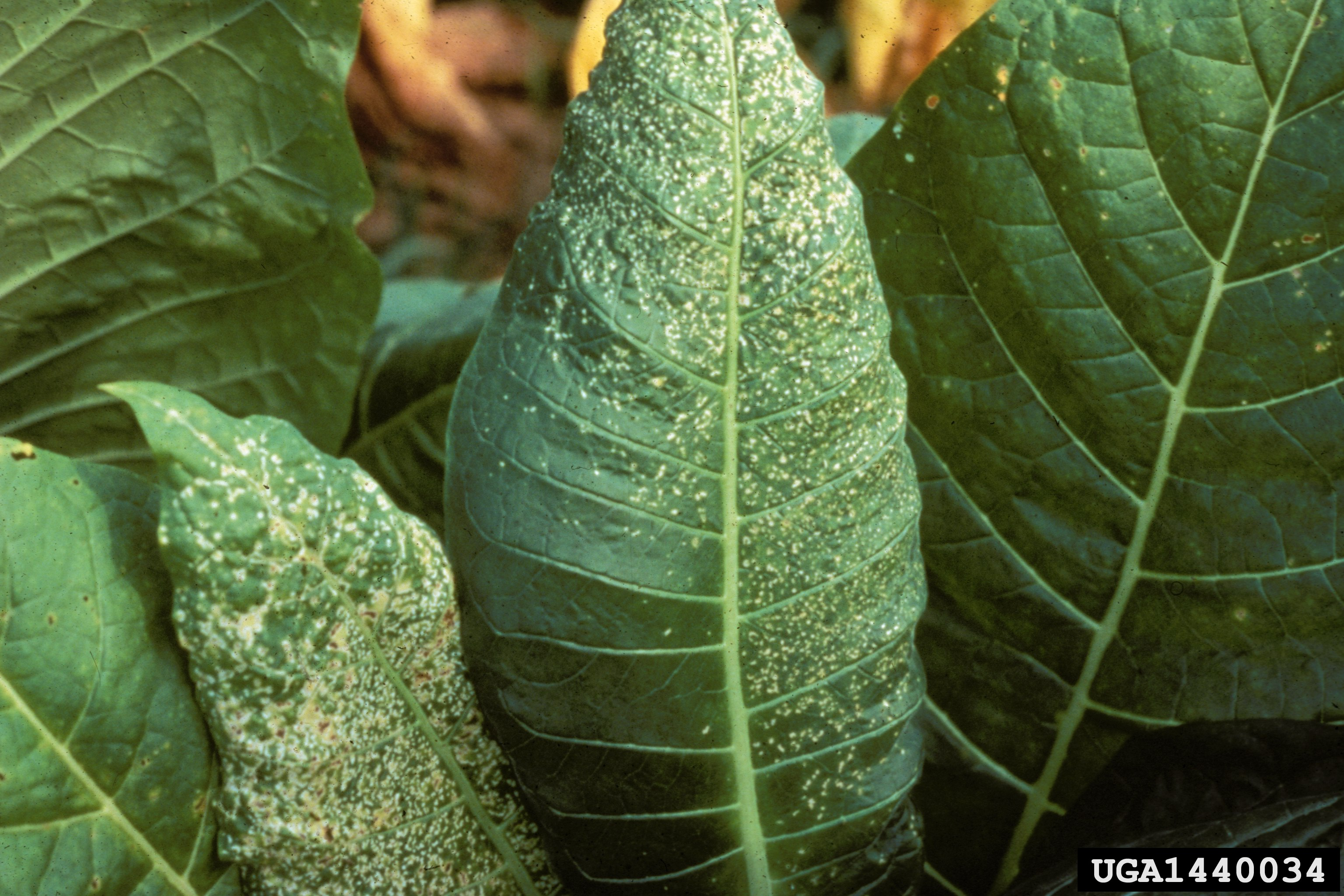
Síntomas del virus.

El virus del grabado del tabaco (TEV por las siglas en inglés de Tobacco Etch Virus) es un virus patogénico de las plantas. Pertenece al género Potyvirus y a la familia viral Potyviridae. Al igual que otros miembros del género Potyvirus, el TEV es un virus de ARN de hebra simple, monopartito de sentido positivo, rodeado de una proteína viral simple codificada por el virus. El virus completo es una partícula filamentosa que mide aproximadamente 730 nm de longitud. Es transmisible en forma no persistente por más de diez especies de áfidos incluyendo a Myzus persicae. También es fácilmente transmitido por medios mecánicos, aunque no se conoce que sea transmitido por semillas

## Rango de hospederos
El virus infecta a muchas especies de solanáceas. Entre los cultivos importantes desde el punto de vista agropecuario que infecta este virus se incluyen varias especies de Capsicum (p.ej. C. annuum, C. frutescens), tomate (Lycopersicon esculentum), y tabaco (Nicotiana spp.).
También infecta muchas especies de hierbas perennes que pueden actuar como reservorios del virus para los cultivos sensibles. Entre estas especies de hierbas se incluyen Solanum nigrum, Solanum aculeatissimum, Chenopodium album, Datura stramonium, Linaria canadensis, y Physalis spp.. Por esto, las recomendaciones para controlar al virus incluyen el control de malezas en los alrededores de los cultivos de solanáceas susceptibles.

## Signos y Síntomas
Los síntomas que se observan en las plantas infectadas con este virus pueden variar dependiendo de la planta. Sin embargo, los síntomas típicos incluyen empalidecimiento de las venas, moteado y líneas necróticas de grabado. Los síntomas pueden aparecer en hojas y frutos y las plantas pueden volverse atróficas.(véase esta referencia para imágenes de los síntomas)
Al igual que otros potyvirus, el TEV produce inclusiones virales que pueden ser observadas bajo el microscopio óptico con una tinción apropiada. Este potyvirus en particular produce dos tipos de inclusiones que pueden tener valor diagnóstico en un hospedero conocido. Una de las inclusiones es la inclusión cilíndrica encontrada en el citoplasma de las células infectads y la segunda inclusión se encuentra en el núcleo. Ninguno de los dos tipos de inclusiones se tiñen con la coloración para ácidos nucleicos (Azure A).

## Distribución geográfica
El TEV parece ser un virus que evolucionó en el Nuevo Mundo. Ha sido reportado desde Canadá, Estados Unidos (incluyendo Hawái), México y Puerto Rico en Norteamérica, hasta Venezuela en Sudamérica.

## Más allá de la enfermedad en las plantas
El ARN de los potyvirus codifica al menos para 7 proteínas diferentes. Una de estas proteínas es una proteasa.
La Proteasa TEV es una proteasa altamente específica de sitio que los bioquímicos han aprovechado para crear un sistema de purificación de proteínas, incorporando el sitio de reconocimiento TEV en las marcas de purificación de la proteína.
Para ello se crea un gen constructo o quimérico conteniendo la proteína de interés fusionada al sitio de reconocimiento de la proteasa TEV, seguida por una marca de afinidad, tal como una marca polihistidina. A continuación se realiza una cromatografía de afinidad, de la cual se recupera la proteína quimérica en estado puro, finalmente se trata a esta proteína con la proteasa TEV. La proteasa TEV escinde la proteína quimérica en su sitio de reconocimiento, removiendo la marca de afinidad. Esto permite la purificación por afinidad de proteínas que no tienen un buen comportamiento cuando son fusionadas con otras proteínas como marca.